# Les oiseaux se cachent pour mourir (roman)
Pour les articles homonymes, voir Les oiseaux se cachent pour mourir.
Les oiseaux se cachent pour mourir (The Thorn Birds) est un roman de l'écrivaine australienne Colleen McCullough, paru en 1977. Il est le livre australien le plus vendu au monde et a été diffusé à plus de 30 millions d'exemplaires.

## Résumé
L'attachement du père Ralph de Bricassart pour la petite Meghan Cleary se transforme, au fil des ans, en un amour dont ni l'un ni l'autre, malgré leur ambition et efforts pour vivre selon les rôles que leur assigne la société, ne pourra se détourner.

## Adaptation
Best-seller international, cette saga a été adaptée avec succès à la télévision sous le même titre en 1983.

## Le titre
Si le titre original anglais évoque la légende des thorn birds citée dans le livre (ces oiseaux qui s'empalent sur une épine pour que s'élève leur chant d'agonie), le titre de la traduction en français est tiré d'un poème couramment reproduit de François Coppée, intitulé La Mort des oiseaux, extrait de la section Promenades et Intérieurs du recueil Les Humbles, publié en 1872.